# Miracolo eucaristico di Legnica

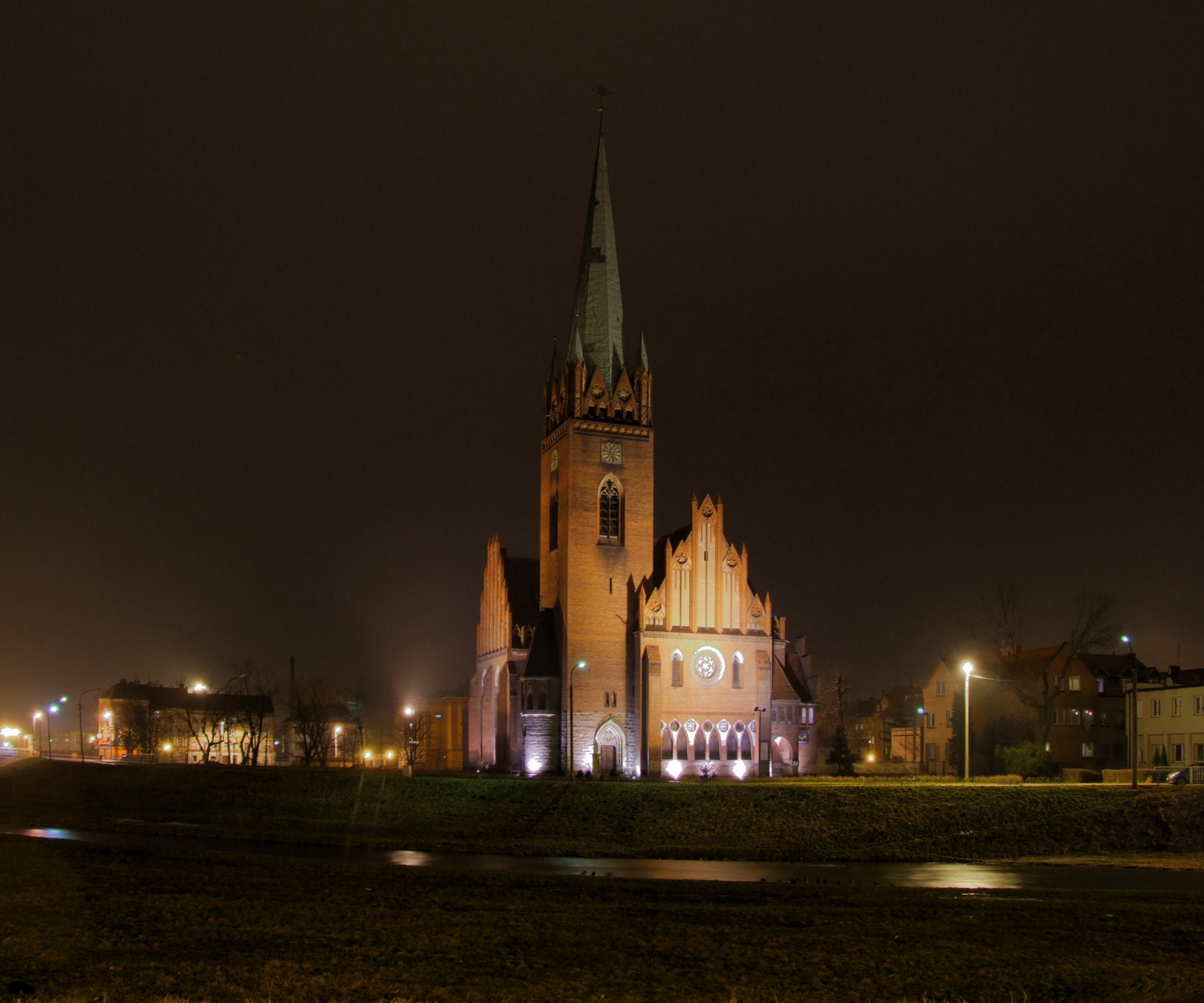
La chiesa del miracolo eucaristico a Legnica (parrocchia di San Jacka).

Il miracolo eucaristico di Legnica (pronuncia: Leghnìza) è accaduto in una chiesa dell'omonima diocesi, in Polonia, durante la messa di Natale del 2013: un'ostia consacrata, caduta a terra, dopo essere stata recuperata si sarebbe parzialmente trasmutata in tessuto miocardico di tipo umano in agonia.

## Storia
Nella città polacca di Legnica, nella Bassa Slesia (Polonia sud-occidentale), nella chiesa parrocchiale di San Jacka (San Giacinto), durante la messa di Natale del 2013, un'ostia consacrata cade accidentalmente a terra: dopo essere stata recuperata viene posta in un calice di metallo contenente acqua di rubinetto, per potersi sciogliere secondo la procedura prevista in questi casi, e il tutto è riposto nel tabernacolo.
Il 5 gennaio 2014 il sacerdote più anziano della comunità controlla il calice, e si accorge che una piccola porzione dell'ostia si è distaccata e si è colorata di rosso. Dopo due settimane la porzione colorata di rosso è ancora presente sulla superficie dell'acqua, mentre il resto della particola si è sciolto. Il vescovo di Legnica, monsignor Stefan Cichy, al corrente dei fatti, decide di istituire una commissione di quattro esperti per lo studio del fenomeno.

## Gli esami
Il 26 gennaio 2014 vengono effettuati microprelievi di materiale per poterli analizzare, mentre il 10 febbraio successivo la porzione di particola, diventata rosso scuro, viene tolta dall'acqua e posata su un corporale, al quale aderisce disidratandosi e assumendo l'aspetto che ha tuttora, a distanza di anni.
Le analisi vengono eseguite inizialmente presso il dipartimento di medicina legale di Breslavia: dagli esami risulta che il materiale esaminato "assomiglia molto al muscolo cardiaco" di un essere umano, con "alterazioni che appaiono di frequente durante un'agonia scartando quindi ipotesi di origine naturale derivante da batteri o funghi dato che l'analisi è stata fatta al microscopio". La commissione scientifica era guidata dalla cardiologa dottoressa Barbara Engel.
Successivamente vengono effettuati altri esami senza specificare l'origine dell'ospite anche presso il dipartimento di medicina legale dell'Università medica della Pomerania" di Stettino, gli studi fatti dal professore patomorfolgo Miroslaw Parafiniuk che utilizzò un altro metodo ovvero i raggi UV e un filtro arancione e il risultato è chiaro: conferma come il materiale sia tessuto muscolare cardiaco molto somigliante al muscolo striato di natura umana in agonia. Le ricerche genetiche indicano l'origine umana del tessuto. I campioni prelevati dal frammento erano quindici e proprio per evitare le polemiche del miracolo eucaristico di Sokółka, le procedure di prelievo sono state eseguite alla presenza di testimoni documentando fotograficamente ciascun passaggio. Furono effettuati anche prelievi di controllo con ostie e vino non consacrati e acqua di rubinetto. Si ebbe cura di impiegare ostie dello stesso lotto di produzione di cui proveniva la particola consacrata oggetto di esame.

## Il riconoscimento
Nel gennaio 2016 monsignor Zbigniew Kiernikowski, succeduto nel frattempo a mons. Cichy, invia la documentazione raccolta alla Congregazione per la dottrina della fede, e il 10 aprile 2016 il prelato può ufficialmente dichiarare che l'evento accaduto a Legnica "ha le caratteristiche di un miracolo eucaristico".
Il parroco, don Andrzej Ziombra, viene incaricato dal vescovo di preparare un luogo adeguato per l'esposizione della reliquia, per consentirne la venerazione da parte dei fedeli: nell'estate 2016 l'ostensorio contenente la reliquia viene posto solennemente nella cappellina dedicata alla Divina Misericordia, situata in una navata laterale della stessa chiesa di San Jacka, da allora meta di un intenso pellegrinaggio.